# إيرين مونتالا
إيرين مونتالا (بالإسبانية: Irene Montalà) هي ممثلة إسبانية، ولدت في 18 يونيو 1976 ببرشلونة في إسبانيا. بدأت مشوارها المهني سنة 1994.

## أعمال

### أفلام
- (2008) زوجة الأناركي[3]

## وصلات خارجية
- إيرين مونتالا على موقع IMDb (الإنجليزية)
- إيرين مونتالا على موقع ألو سيني (الفرنسية)
- إيرين مونتالا على موقع أول موفي (الإنجليزية)
- إيرين مونتالا على موقع قاعدة بيانات الأفلام السويدية (السويدية)
- إيرين مونتالا على موقع قاعدة بيانات الفيلم (الإنجليزية)
- إيرين مونتالا على موقع كينوبويسك (الروسية)